# Личко-оточко окружје
Личко-оточко окружје (хрв. Ličko-otočko okružje, мађ. Lika-otocsáni kerület) било је административно-територијална јединица у саставу развојачене Крајине (1873–1881) и Краљевине Хрватске и Славоније (1881–1886). Настало је 1873. године, развојачењем дотадашњих регименти, Личке и Оточке, а постојало је све до 1886. године, када је укинуто и укључено у састав Личко-крбавске жупаније. Обухватало је Лику, Крбаву и Гацку, а управно седиште окружја било је у Госпићу.

## Историја
Приликом развојачења крајишких регименти у саставу Хрватско-славонске војне границе укинуте су и дотадашње регименте Личка и Оточка (1873), које су обухватале Лику, Крбаву и Гацку. Развојачене области нису биле одмах прикључене Краљевини Хрватској и Славонији, већ су добиле посебну земаљску управу, која се делила на шест крајишких окружја. Међу њима је био и новостворено Личко-оточко окружје, које је образовано на подручјима укинутих регименти, Личке и Оточке. Новостворено окружје делило се на шест управних котара: Госпићки, Грачачки, Оточки, Удбински, Завалски и Башки. Тек 1881. године, сва окружја развојачене Крајине прикључена су Краљевини Хрватској и Славонији. У оквирима проширене Краљевине, припојена окружја наставила су да постоје све до 1886. годинне, када је жупанијско уређење проширено и на бивше крајишке просторе, тако да је целокупно подручје укинутог Личко-оточког окружја укључено у састав Личко-крбавске жупаније.

## Демографија
Становништво овог окружја чинили су првенствено Срби и Хрвати, а такође и мали број припадника других народа. Према попису из 1880. године, на подручју Личко-оточког окружја живело је укупно 151.045 становника (77.303 мушкараца и 73.742 жена). Према вероисповести, пописано је 82.328 православаца и 68.709 римокатолика, а преостали део становништва припадао је мањим верским заједницама.